# Phomopsis casuarinae
Phomopsis casuarinae är en svampart som först beskrevs av Tassi, och fick sitt nu gällande namn av Died. 1912. Phomopsis casuarinae ingår i släktet Phomopsis och familjen Diaporthaceae.   Inga underarter finns listade i Catalogue of Life.